# Aeroportul Kerry
Aeroportul Kerry (IATA: KIR, ICAO: EIKY) este un aeroport din Farranfore⁠(d), Comitatul Kerry, Munster⁠(d), Irlanda ce deservește zona Tralee. Aeroportul a fost tranzitat în martie 2021 de 500 de pasageri. A fost deschis în 1969.
Situat la o altitudine de 34 m, aeroportul dispune de 1 pistă.

## Infrastructură

### Piste
Aeroportul dispune de o singură pistă. Pista are orientarea 08/26.